# Vasile Harea
Vasile Harea (n. 13 iulie 1895, Susleni, ținutul Orhei, Gubernia Basarabia, Imperiul Rus – d. 30 ianuarie 1987, Iași) a fost un pedagog și filolog român, profesor la Facultatea de Filologie a Universității „Alexandru Ioan Cuza” din Iași. Format spiritual în cercul revistei Viața românească, Vasile Harea a fost un intelectual de marcă al Iașului, un cărturar de elită care a ilustrat atât filosofia, critica literară și pedagogia, cât și sociologia, etnografia, etica etc.

## Biografie
Născut la 13 iulie 1895 în comuna Susleni din fostul județ Orhei, a urmat la Chișinău, între 1909-1918 cele doua cursuri (inferior și superior) al Seminarului Teologic. În perioada 1919-1924 a frecventat, cu întreruperi, cursurile Facultății de Litere și Filosofie a Universității din Iași, unde și-a luat licența în filosofie cu mentiunea „Magna cum laude” susținând teza Raportul dintre judecățile și categoriile kantine. Între anii 1927-1929 a predat filosofia la Seminarul Teologic din Huși, la Liceul de fete Elena Doamna și apoi la Liceul de baieți „Al.I. Cuza” din aceeași localitate, fiind în ultima perioadă și director al acestuia.
Susținut de Dimitrie Gusti și Petre Andrei, obține o bursă de studii la Paris, unde timp de doi ani (1930-1931) urmează cursuri de sociologie la Școala Normală Superioară și la Sorbona. Revenit la Iași își reia postul de asistent la catedra de sociologie și etică de la Universitatea „Al.I. Cuza”.
Concomitent cu activitatea universitară, între 1932 și 1933 a fost și profesor de pedagogie la Școala Normală „Vasile Lupu” din Iași, iar pentru scurt timp și director al acestei prestigioase instituții de învățământ. 
În 1923 este publicată la Cernăuți lucrarea Românii de peste Nistru ce va fi reeditată 11 ani mai târziu la Editura Cartea Românească.
În perioada 1934-1944 a funcționat ca profesor și director la liceele A. Donici și B. P. Hasdeu din Chișinău. În 1942, la Universitatea din București, susține teza Filosofia lui Tolstoi, în fața comisiei compuse din D. Gusti, Mihai Ralea, Ștefan Ciobanu, Constantin Narly și Gheorghe I. Brătianu, fiind declarat doctor în Filosofie și Litere „Magna cum laude”. Tipărită în 1944, această monografie filosofică reprezintă una dintre cele mai solide contribuții care au fost aduse cunoașterii metafizicii celui care a fost numit pe drept cuvânt „Patriarhul literaturii ruse”.
În anul 1944 se transferă la București în calitate de director al liceului din Buftea și profesor de pedagogie la diverse licee din Capitală. În 1947, Vasile Harea a fost numit din nou la Universitatea din Iași, în postul de șef de lucrări la Catedra de Pedagogie, iar în 1948 a fost avansat conferențiar. În această perioadă, a predat cursurile Istoria pedagogiei și Legislația școlară. Din anul 1949, a fost numit profesor suplinitor de Limbă și Literatură rusă la Facultatea de Filologie a Universității „Al.I. Cuza”, preluând și șefia Catedrei de Slavistică. Astfel a devenit cunoscut nu numai ca filosof, pedagog și sociolog, ci și ca istoric și critic literar, unul dintre cei mai buni cunoscători ai limbii și literaturii ruse și slave, în general.
În 1952 a fost epurat din Universitatea ieșeană, fiind transferat pe un post de lector la Institutul de Industrie Ușoară, institut care în 1955 devine facultate a Institutului Politehnic din Iași. A fost reintegrat la Universitate, pe un post de conferențiar, în 1957.
Profesorul Vasile Harea a funcționat în învățământul universitar până în anul 1965, când s-a pensionat pentru limită de vârstă. Și-a continuat activitatea științifică și didactică în calitate de profesor consultant și conducător de doctorate. Concomitent cu activitatea didactică, dar și în perioada anterioară, Vasile Harea a desfășurat o vastă și variată muncă științifică și publicistică. Încă din ultimul an de seminar (1916) devine colaborator, iar apoi redactor al ziarului Cuvîntul moldovenesc, la conducerea căruia se afla Pantelimon Halippa. Între anii 1917-1918 devine unul dintre cei mai combativi ziariști ai presei românești din Chișinău. Atât la Cuvântul moldovenesc (ca redactor și, apoi, prim redactor), cât și la România nouă (1918), publicație editată de Onisifor Ghibu, Vasile Harea a fost o prezență remarcabilă. După Actul Unirii de la 27 martie 1918, a fost redactor la oficiosul Sfatul Țării, iar din toamna aceluiași an a devenit deputat în Sfatul Țării de la Chișinău și a votat unirea fără condiții. Între anii 1923-1924, la Iași, participă la redactarea ziarului Îndrumarea, alături de Radu Cernătescu, Horia Hulubei, Oscar Franche, Ștefan Bârsănescu și alții - în cadrul orientării împotriva mișcărilor legionară și cuzistă. Din 1925 începe și colaborarea la prestigioasa revistă ieșeană Viața românească, semnând mai ales recenzii și traduceri din limba rusă.

## Studii pedagogice
- Gândirea și formarea ei prin instrucție (1920)
- Avântul învățământului superior în România întregită (1922)
- Rolul cultural al tinerimii basarabene (1926)
- Datoriile învățătorului (1935)

După anul 1929 se consacră problemelor filosofice și de știință socială, publicând în revista Minerva, condusă de Petre Andrei.

## Studii filosofice
- Messianismul rusesc din sec. XV și XVI (1927)
- Ideile gnoseologice ale lui L.N. Tolstoi (1930)
- Metafizica lui Tolstoi (1930)

A colaborat cu Petre Andrei la elaborarea Manualului de sociologie (1938).

## Studii filologice
- L.N. Tolstoi despre poporul român (1960), republicat în 1981
- I. Turgheniev și M. Sadoveanu (1960)
- Influența lui Dimitrie Cantemir asupra lui Antioh Cantemir (1967)
- Ch. de Montesquien și Antioh Cantemir (1973)

Între anii 1975 și 1985 și-a redactat memoriile privitoare la evenimentele petrecute în Basarabia anilor 1917-1918, care au culminat cu Unirea acestei provincii românești cu Țara. O parte din aceste evocări au văzut lumina tiparului prin volumul Basarabia pe drumul unirii (1995). I-au rămas în manuscris numeroase lucrări științifice.
Vasile Harea s-a stins din viață la 30 ianuarie 1987. A fost înmormântat la cimitirul „Sf. Vasile” din Iași.

## Publicații cu caracter politic
- „Bolsevismul și România”, Revista Fundațiilor Regale, an VIII, nr. 8-9, 1 august-1 septembrie 1941, pp. 529–31. Articol retipărit în Buzatu (coordonator), 2011.[5]

## Legături externe
- Pagina Vasile Harea pe situl Crispedia.ro.